# Мидлсекс (округ, Массачусетс)
Мидлсекс — округ в штате Массачусетс, США. Занимает 23-е место по населённости среди округов США и является самым густонаселённым округом в Новой Англии. Согласно переписи 2010 года, численность населения составила 1 503 085 человек, что больше численности населения штата Мэн целиком. Центр населённости штата Массачусетс находится в округе Мидлсекс, в городке Нейтик.
В административном отношении округ разделён на два региона: Мидлсекс-Север с центром в Лоуэлле и Мидлсекс-Юг с центром в Кембридже. Администрация округа была упразднена в 1997 году, но границы округа сохраняются прежними в административных целях: судебных, избирательных и т. д.
В 2006 году округ Мидлсекс занял 10-е место среди округов США по численности миллионеров.

## История
Округ образован 10 мая 1643 года решением Совета Колонии Массачусетского залива, которое гласило разделить все плантации колонии на четыре графства-шира. Позднее ширы были переименованы в графства-округа (county). Изначально к Мидлсексу относились Чарльзтаун (теперь часть Бостона), Кембридж, Уотертаун, Садбери, Конкорд, Вуберн, Медфорд и Рединг.

## География
По переписи населения 2000 года округ занимает площадь 2195,1 км², из которых 2132,8 км² являются сушей и 62,4 км² — водоёмами.
Южная часть округа входит в так называемый район MetroWest.

### Национальные охраняемые районы
- Национальный заповедник на реке Эссабет
- Национальный заповедник Грейт-Медоус
- Национальная историческая достопримечательность «Дом Лонгфелло»
- Национальный исторический парк в Лоуэлле
- Национальный исторический заповедник «Минитмен»
- Национальный заповедник Оксбоу (частично)